# Xã Baker, Quận Osceola, Iowa
Xã Baker (tiếng Anh: Baker Township) là một xã thuộc quận Osceola, tiểu bang Iowa, Hoa Kỳ. Năm 2010, dân số của xã này là 370 người.